# Streptocephalus guzmani
Streptocephalus guzmani är en kräftdjursart som beskrevs av Maeda-Martínez, Belk, Obregón-Barboza och Dumont 1995. Streptocephalus guzmani ingår i släktet Streptocephalus och familjen Streptocephalidae. IUCN kategoriserar arten globalt som starkt hotad. Inga underarter finns listade i Catalogue of Life.